# シネフォンダシオン
シネフォンダシオン（フランス語: Cinéfondation）は、カンヌ国際映画祭の支援を受けて設立された次世代の国際映画製作者に刺激を与え、支援する財団である。

## シネフォンダシオン部門
1998年の第51回カンヌ国際映画祭より、映画学校で制作された学生映画を対象とする部門としてジル・ジャコブによって設立された。
毎年、世界中のから出品された短編、或いは中編映画のうち、15本から20本程が選出される。選出された作品は映画祭期間中に公式部門と並行して上映され、短編部門の審査も兼任している審査員によって1等賞から3等賞まで順位ごとに受賞作が決められる。
日本人では2014年に平柳敦子が『オー・ルーシー!』で2等賞を受賞している。